# Кјармачис (Удине)
Кјармачис је насеље у Италији у округу Удине, региону Фурланија-Јулијска крајина.
Према процени из 2011. у насељу је живело 200 становника. Насеље се налази на надморској висини од 5 м.